# Susanne Palme
Eva Susanne Palme, född den 21 oktober 1955, är en svensk journalist och författare, mest känd för sin expertis inom EU-frågor.
Palme arbetar på Sveriges Radio som Ekots EU-kommentator och medverkar även som expert i Europapodden tillsammans med programledaren Caroline Salzinger. Hon har även medverkat i SVT:s EU-magasin.